# Андреас (Остров Мэн)
Андреас (англ. Andreas) — небольшой посёлок (village) на севере острова Мэн. Центр одноимённого района.

## Поселение
К Андреасу ведут 2 дороги: А9 (от Рамси) и А17 (от Брайда). В посёлке находится каменная церковь Святого Андрея (англиканская). Она была построена в 1802 году. Также в Андреасе располагается начальная школа.
В футбольной лиге острова Мэн деревню представляет клуб Эйр Юнайтед. Стадион в Андреасе — первый, освещённый прожекторами на острове.